# Bocchar pallescens
Bocchar pallescens är en insektsart som beskrevs av William Lucas Distant. Bocchar pallescens ingår i släktet Bocchar och familjen hornstritar. Inga underarter finns listade i Catalogue of Life.